# Стретура (Перуђа)
Стретура је насеље у Италији у округу Перуђа, региону Умбрија.
Према процени из 2011. у насељу је живело 127 становника. Насеље се налази на надморској висини од 377 м.